# Вперёд (газета, Шумерля)
 «Вперёд» (чув. «Малалла́») — общественно-политическая газета города Шумерля и Шумерлинского района Чувашской Республики. Основана в феврале 1935 года. Газета выходит один раз в неделю на 12 полосах формата А3 с дубляжом (на чувашском языке) тиражом 3,7 тыс. экземпляров.
Учредители газеты — Министерство информационной политики и массовых коммуникаций Чувашской Республики и автономное учреждение Чувашской Республики «Редакция Шумерлинской газеты „Вперед“.

## История
Первый номер газеты вышел 27 февраля 1935 года под названием „Ударник“. В конце 30-х газета называлась „Социалистический труд“, в начале 60-х — „Коммунистический труд“. В мае 1963 года газете присвоено название „Вперед“ (Малалла»).
В 1999 году редакция Шумерлинской общественно-политической газеты «Вперед» вошла в состав государственного унитарного предприятия Чувашской Республики «Шумерлинский издательский дом», созданного путём реорганизации в форме слияния Шумерлинской типографии и газет «Вперед» и «Семерле хыпаре», и в виде структурного подразделения издательского дома просуществовала до марта 2013 года. 1 марта 2013 года вышло постановление Кабинета Министров Чувашской Республики, согласно которому Шумерлинский издательский дом был реорганизован в автономное учреждение "Редакция Шумерлинской газеты «Вперед» Мининформполитики Чувашии.
На протяжении 54 лет организуется и проводится легкоатлетическая эстафета на призы газеты «Вперед».

## Главные редакторы в разные годы
В разные годы редакторами газеты были известные в районе и городе люди: Павел Захарович Дубровин, Леонтий Павлович Павлов, Петр Осипович Антонов, Петр Игнатьевич Мигушов, Егор Афанасьевич Афанасьев, Емельян Иванович Явасов, Яков Михайлович Яковлев, Виктор Васильевич Комаров, Валентина Михайловна Хохлова. С 2017 года издание возглавляет Анна Николаевна Аношина.

## Целевые тематические полосы
- «Четыре четверти»;
- «Будущее — за молодыми!»;
- «Дошколенок»;
- «Берег детства»;
- «Семейный клуб»;
- «Человек и закон»;
- «Правопорядок»;
- «Патриот»;
- «Ваше здоровье».

## Основные рубрики
- «Школа сегодня: традиции и новации»;
- «Марафон здоровья»;
- «Болевая точка»;
- «Вопрос — ответ»;
- «На контроле»;
- «Твои люди, Шумерля»;
- «Актуальное интервью»;
- «За чистоту родного города» и др.